# Slavoj Žižek
Slavoj Žižek (pronunciado [ˈslaʋɔj ˈʒiʒɛk]; Liubliana, RS de Eslovenia, Yugoslavia, 21 de marzo de 1949) es un filósofo, psicoanalista y crítico cultural esloveno. Es director internacional del Instituto Birkbeck de Humanidades de la Universidad de Londres. Imparte filosofía continental, psicoanálisis, teoría política, estudios culturales, crítica cinematográfica, marxismo, hegelianismo y teología.
En 1989 Žižek publicó su primer texto en inglés, The Sublime Object of Ideology (El sublime objeto de la ideología), en el que se apartó de la teoría marxista tradicional para desarrollar una concepción materialista de la ideología que se basó en gran medida en el psicoanálisis lacaniano y el idealismo hegeliano.
En 2012 Foreign Policy incluyó a Žižek en su lista de los cien mejores pensadores globales, llamándolo una «celebridad filosófica». El trabajo de Žižek fue narrado en un documental del año 2005 titulado Zizek!. Una revista académica, el International Journal of Žižek Studies, se fundó para comprender su trabajo.

## Biografía
Žižek estudió Filosofía y Sociología en la Universidad de Liubliana y psicoanálisis en la Universidad de París VIII Vincennes-Saint-Denis, donde se doctoró. Su carrera profesional incluye un puesto de investigador en el Instituto de Sociología de la Universidad de Liubliana, Eslovenia, así como cargos de profesor invitado en diversas instituciones, que incluyen Columbia, Universidad de Princeton, New School for Social Research de Nueva York y Universidad de Míchigan, entre otros. En la actualidad es director internacional del Instituto Birkbeck para las Humanidades, Birkbeck College - Universidad de Londres.
Žižek utiliza en sus estudios ejemplos extraídos de la cultura popular, desde la obra de Alfred Hitchcock y David Lynch, hasta la literatura de Kafka o Shakespeare, además de problematizar autores olvidados por la academia como V. I. Lenin, Stalin y Robespierre y tratar sin remordimientos temas espinosos como el fundamentalismo, el anticapitalismo, la tolerancia, la subjetividad y lo políticamente correcto en la filosofía posmoderna. Asimismo, en contraposición con los postulados intelectuales de la izquierda universalista europea en general, y de los que Habermas define como posnacionales en particular, Žižek realiza una defensa abierta e inequívoca de los procesos soberanistas abiertos en Europa.
Utiliza también la teoría psicoanalítica en la versión lacaniana como un arma para sus habituales análisis de política internacional, considerando no solo a los líderes y sus posibles problemas psicológicos, sino también a la sociedad en su conjunto.
En 1990 fue candidato a la presidencia de la República de Eslovenia, aunque no resultó elegido.
Se ha casado en tres ocasiones: con la filósofa eslovena Renata Salecl, en 2005 con la modelo y psicoanalista argentina Analia Hounie, y en 2013 con la periodista eslovena Jela Krečič. Tiene dos hijos.

## Desarrollo de la teoría lacaniana
Slavoj Žižek toma de Jacques Lacan la descripción de los conceptos de su tópica (descrita a partir de 1953 y constituida como una estructura compuesta por tres órdenes o registros inseparables) y los desarrolla como sigue:

### Lo real
Aquí, lo «real» resulta ser un término bastante enigmático y no debe ser equiparado con la realidad, puesto que nuestra realidad está construida simbólicamente; lo real, por el contrario, es un núcleo duro, algo traumático que no puede ser simbolizado (es decir, expresado con palabras). Lo real no tiene existencia positiva; solo existe como obstruido.
No todo en la realidad puede ser desenmascarado como una ficción; solo basta con tener presente ciertos aspectos —puntos indeterminados— que tienen que ver con antagonismo social, la vida, la muerte y la sexualidad. A estos aspectos tenemos que enfrentarlos si hemos de querer simbolizarlos. Lo real no es ninguna especie de realidad detrás de la realidad, sino el vacío que deja a la realidad incompleta e inconsistente. Es la pantalla del fantasma; la propia pantalla en sí es la que distorsiona nuestra percepción de la realidad. La tríada de lo simbólico/imaginario/real se reproduce dentro de cada parte individual de la subdivisión. Hay también tres modalidades de lo real:
- Lo real simbólico: el significante reducido a una fórmula sin sentido (como en física cuántica, que como toda ciencia parece arañar lo real pero solo produce conceptos apenas comprensibles)
- Lo real o lo real mismo: una cosa horrible, aquello que transmite el sentido del terror en las películas de terror.
- Lo real imaginario: un algo insondable que permea las cosas como un trozo de lo sublime. Esta forma de lo real se vuelve perceptible en la película The Full Monty, por ejemplo, donde protagonistas desempleados deben desnudarse por completo. En otras palabras, a través de este gesto extra de degradación «voluntaria», algo del orden de lo sublime se hace visible.

El psicoanálisis enseña que la realidad (postmoderna) precisamente no ha de ser vista como una narrativa, sino que el sujeto ha de reconocer, soportar y ficcionalizar el núcleo duro de lo real dentro de su propia ficción.

### Lo simbólico
Lo simbólico se inaugura con la adquisición del lenguaje; es mutuamente relacional. Así, sucede aquello de que «un hombre solo es rey porque sus súbditos se comportan ante él como un rey». Al mismo tiempo, siempre permanece una cierta distancia respecto a lo real (excepto en la paranoia): no solo es loco un mendigo que piensa que es rey, lo es también aquel rey que verdaderamente cree que él es un rey. Puesto que efectivamente, este último solo tiene el «mandato simbólico» de un rey.
- Lo simbólico real es el significante reducido a una fórmula sin sentido.
- Lo simbólico imaginario qua símbolos jungianos.
- Lo simbólico o lo simbólico mismo qua el habla y el lenguaje con sentido en sí.

La pantalla del monitor como forma de comunicación en el ciberespacio: como una interfaz nos refiere a una mediación simbólica de la comunicación, a un abismo entre quien sea que habla y la «posición de hablar» en sí (p.ej el apodo, la dirección de correo). «Yo» nunca «de hecho» coincido exactamente con el significante, no me invento a mí mismo; en cambio, mi existencia virtual fue, en cierto sentido, ya cofundada con el advenimiento del ciberespacio. Aquí uno debe llegar a entenderse con cierta inseguridad, pero no puede ser resuelta como en un simulacro contingente postmoderno... Aquí también, como en la vida social, las redes simbólicas circulan alrededor de los núcleos de lo real. Esta es una respuesta a la inversión a menudo planteada por Žižek: no se trata de «¿qué podemos aprender acerca de la vida en el ciberespacio?» sino más bien, «¿qué podemos aprender acerca del ciberespacio en la vida?» Estas inversiones sirven al psicoanálisis teórico: es decir, contrario al psicoanálisis aplicado, no busca meramente analizar trabajos de arte y hacer lo que es amenazante comprensible, sino crear una nueva perspectiva en lo ordinario, renovar la sensación de extrañeza sobre la vida diaria, y por vía del objeto desarrollar más allá la teoría.

### Lo imaginario
Lo imaginario otro se ejemplifica en lo que Lacan llama el estadio del espejo, por el cual uno se reconoce en una imagen ficticia de sí mismo (la imagen proyectada en un espejo), y en ese reconocimiento hay un fallo, es un reconocimiento ilusorio por el cual el yo se constituye como un otro, como concluye Jacques Lacan citando a Arthur Rimbaud: «Yo soy otro» («Je suis un autre»). Lo imaginario es la fantasía fundamental que es inaccesible a nuestra experiencia psíquica y se eleva de la pantalla fantasmal en la que encontramos objetos de deseo. Aquí también podemos dividir lo imaginario entre uno real (el fantasma que asume el lugar de lo real), uno imaginario, o lo imaginario mismo, (la imagen/pantalla en sí que sirve como cebo) y uno simbólico (los arquetipos de Jung y el pensamiento New Age). Lo imaginario nunca puede ser agarrado, ya que todo discurso sobre él siempre estará localizado en lo simbólico.
Todos los niveles están interconectados, de acuerdo a Jacques Lacan (del seminario XX en adelante), en una forma de nudo borromeo, como tres anillos enlazados juntos de manera que si uno de ellos se desconectara, el resto también caería.
A pesar de que la filosofía de Zizek es oscura e innecesariamente saturada de terminología errónea, ha sido controversial al declarar que la izquierda necesita una Thatcher y la sociedad una buena élite, descartando los movimientos sociales antiautoritarios, y apoyando las posiciones más estalinistas y duras dentro de la política.

## Acusaciones de plagio

### Auto-plagio
La tendencia de Žižek a reciclar partes de sus propios textos en trabajos posteriores resultó en la acusación de auto-plagio por parte del The New York Times en 2014, después de que Žižek publicara un artículo de opinión en la revista que contenía partes de sus escritos de un libro anterior. En respuesta, Žižek expresó perplejidad ante el tono severo de la denuncia, enfatizando que los pasajes reciclados en cuestión solo actuaban como referencias de sus libros teóricos para complementar la escritura original.

### Plagio a revista nacionalista blanca
El 11 de julio de 2014, la revista semanal estadounidense Newsweek informó que en un artículo publicado en 2006 Žižek plagió pasajes sustanciales de una reseña sobre el libro The Culture of Critique del psicólogo Kevin B. Macdonald, que apareció por primera vez en la revista American Renaissance, una publicación condenada por el Southern Poverty Law Center como el órgano de un «grupo de odio nacionalista blanco». Sin embargo, en respuesta a las acusaciones, Žižek declaró:

Cuando estaba escribiendo el texto sobre Derrida que contiene los pasajes problemáticos, un amigo me habló de las teorías de Kevin B. Macdonald y le pedí que me enviara un breve resumen. El amigo me lo envió, asegurándome que puedo usarlo libremente ya que simplemente reanuda la línea de pensamiento de otro. En consecuencia, hice exactamente eso, y me disculpo sinceramente por no saber que la reseña de mi amigo tomó prestado gran parte de la reseña de Stanley Hornbeck del libro de Macdonald. [...] Como cualquier lector puede establecer rápidamente, los pasajes problemáticos son puramente informativos, un informe sobre la teoría de otro por el cual no tengo afinidad alguna; Todo lo que hago después de este breve resumen es descartar rápidamente la teoría de Macdonald como un nuevo capítulo en el largo proceso de destrucción de la razón. De ninguna manera puedo ser acusado de plagiar la línea de pensamiento de otro, de «robar ideas». Sin embargo, lamento profundamente el incidente.
Žižek, 2015

## Críticas

### Noam Chomsky
Noam Chomsky es crítico con Žižek, de quien dice que es culpable de «usar términos elegantes como polisílabos y pretender que tiene una teoría cuando no tiene ninguna teoría», y también que las teorías de Žižek nunca van «más allá del nivel de algo que puedes explicar en cinco minutos a un niño de doce años».

### Justificación del colonialismo y el eurocentrismo
Žižek ha expresado opiniones en las que defiende el universalismo eurocéntrico y reconoce aspectos positivos de la dominación colonial. Estas opiniones han sido criticadas por diversas figuras del marxismo y la izquierda: algunos ejemplos son la feminista india Nivedita Menon, el intelectual iraní Hamid Dabashi, el pensador argentino decolonial Walter Mignolo e incluso alguien más próximo a Žižek, el marxista mexicano David Pavón Cuéllar, entre otros.

### Ambigüedad
Las posiciones filosóficas y políticas de Žižek no siempre son claramente comprensibles, y su trabajo ha sido criticado por no adoptar una postura coherente. Si bien ha afirmado apoyar un proyecto marxista revolucionario, su falta de visión sobre las posibles circunstancias que podrían conducir a una revolución exitosa hace que no esté claro en qué consiste ese proyecto. Según John Gray y John Holbo, su argumento teórico a menudo carece de fundamento en hechos históricos, lo que lo hace más provocativo que perspicaz.
El filósofo inglés Roger Scruton ha escrito en Fools, Frauds and Firebrands: Thinkers of the New Left (2015), «No es fácil resumir la posición de Žižek: no es fácil: oscila entre formas filosóficas y psicoanalíticas de argumentación y está hechizada por el estilo aforístico de Lacan. Adora la paradoja y cree firmemente en lo que Hegel llama "el trabajo de lo negativo" (aunque, como es usual, lleva sus ideas más allá, hasta llegar a la aporía)».
La negativa de Žižek a presentar una visión alternativa ha llevado a los críticos a acusarlo de utilizar categorías de análisis marxistas insostenibles y de tener una comprensión de la clase del siglo XIX. Por ejemplo, Ernesto Laclau en 2003 argumentó que:

Uno no puede evitar pensar que Zizek introduce la noción de clase en su análisis como una suerte de deus ex machina para que juegue el papel del muchacho bueno contra los demonios multiculturales. La única característica de «clase» que surge del texto de Zizek es que las clases, de algún modo, están constituidas y luchan al nivel del «sistema», en tanto las otras luchas e identidades serían intrasistémicas.
 Laclau, 2003

Žižek no está de acuerdo con los críticos que afirman que cree en una necesidad histórica:

No existe el gran Otro comunista, no hay necesidad histórica o teleología que dirija y guíe nuestras acciones. (En esloveno: «Ni komunističnega velikega Drugega, nobene zgodovinske nujnosti ali teleologije, ki bi usmerjala in vodila naša dejanja».)

En su libro Viviendo en el fin de los tiempos, Žižek sugiere que la crítica de sus posiciones es en sí misma ambigua y multilateral:

[...] Soy atacado por ser antisemita y por difundir mentiras sionistas; por ser un nacionalista esloveno encubierto y un traidor anti-patriótico de mi nación; por ser un defensor del terror cripto-estalinista y por difundir mentiras burguesas sobre el comunismo... así que tal vez, solo tal vez estoy en el camino correcto, el camino de la fidelidad a la libertad.

### Estilo heterodoxo
Los críticos se quejan de un caos teórico en el que las preguntas y respuestas son confusas y en el que Žižek recicla constantemente viejas ideas que fueron refutadas científicamente hace mucho tiempo o que en realidad tienen un significado bastante diferente del que Žižek les da. Harpham llama al estilo de Žižek «una corriente de unidades no consecutivas dispuestas en secuencias arbitrarias que solicitan una atención esporádica y discontinua». O'Neill está de acuerdo: «se despliegan una serie vertiginosa de estrategias retóricas tremendamente entretenidas y a menudo bastante enloquecedoras para seducir, ceñudo, estupefacto, deslumbrar, confundir, engañar, abrumar y, en general, someter al lector a la aceptación».
Tal presentación lo ha abierto a las acusaciones de leer mal a otros filósofos, particularmente a Jacques Lacan y Hegel. Žižek traslada muchos conceptos de las enseñanzas de Lacan al ámbito de la teoría política y social, pero tiende a hacerlo en una desviación extrema de su contexto psicoanalítico (cita requerida). Del mismo modo, según algunos críticos, la combinación de Žižek del inconsciente de Lacan con el inconsciente de Hegel es errónea. Noah Horwitz, en un esfuerzo por disociar a Lacan de Hegel, interpreta el inconsciente lacaniano y el inconsciente hegeliano como dos mecanismos totalmente diferentes (cita requerida). Horwitz señala, en los diferentes enfoques de Lacan y Hegel sobre el tema del habla, que el inconsciente de Lacan se nos revela en parapraxis o «resbalones de la lengua». Por lo tanto, según Lacan, estamos alienados del lenguaje a través de la revelación de nuestro deseo (incluso si ese deseo se originó con el Otro, como él afirma, sigue siendo peculiar para nosotros). En el inconsciente de Hegel, sin embargo, nos alejamos del lenguaje cada vez que intentamos articular un particular y terminamos articulando un universal. Por ejemplo, si digo 'el perro está conmigo', aunque estoy tratando de decir algo sobre este perro en particular en este momento en particular, en realidad produzco la categoría universal 'perro' y, por lo tanto, expreso una generalidad, no la particularidad que deseo. El argumento de Hegel implica que, a nivel de certeza sensorial, nunca podemos expresar la verdadera naturaleza de la realidad. El argumento de Lacan implica, por el contrario, que el discurso revela la verdadera estructura de una mente inconsciente particular.
En una crítica muy negativa del libro de Žižek Less than Nothing, el filósofo político británico John Gray atacó a Žižek por sus celebraciones de violencia, su fracaso en fundamentar sus teorías en hechos históricos y su «radicalismo sin forma» que, según Gray, profesa ser comunista pero carece de la convicción de que el comunismo podría realizarse con éxito. Gray concluyó que el trabajo de Žižek, aunque entretenido, no tiene valor intelectual: «Lograr una sustancia engañosa reiterando sin cesar una visión esencialmente vacía, el trabajo de Žižek equivale a menos que nada».

## Filmografía
| Año  | Título                          | Rol                                       |
| ---- | ------------------------------- | ----------------------------------------- |
| 2004 | The Reality of the Virtual      | Guionista, conferenciante (como él mismo) |
| 2006 | The Pervert's Guide to Cinema   | Guionista, presentador (como él mismo)    |
| 2012 | The Pervert's Guide to Ideology | Guionista, presentador (como él mismo)    |
| 2008 | Vida examinada                  | Documental                                |
| 2006 | The Pervert's Guide to Cinema   | Documental                                |

## Obras publicadas en español
- El sublime objeto de la ideología, ed. Siglo XXI, México, 1992, 302 pp.
- Todo lo que usted siempre quiso saber sobre Lacan y nunca se atrevió a preguntarle a Hitchcock, ed. Manantial, Buenos Aires, 1994, 204 pp.
- ¡Goza tu síntoma! Jacques Lacan dentro y fuera de Hollywood, ed. Nueva Visión, Buenos Aires, 1994, 236 pp.
- Porque no saben lo que hacen. El goce como factor político, ed. Paidós, Buenos Aires, 1998, 370 pp.
- Estudios Culturales. Reflexiones sobre el multiculturalismo, ed. Paidós, Buenos Aires, 1998, 188 pp. (con Frederic Jameson)
- El acoso de las fantasías, ed. Siglo XXI, México, 1999, 262 pp.
- Mirando al Sesgo. Una introducción a Jacques Lacan a través de la cultura popular, ed. Paidós, 2000, 386 pp.
- El espinoso sujeto. El centro ausente de la ontología política, ed. Paidós, Buenos Aires, 2001, 432 pp.
- El frágil Absoluto o ¿por que merece la pena luchar por el legado cristiano?, ed. Pretextos, Valencia, 2002, 215 pp.
- ¿Quién dijo totalitarismo? Cinco intervenciones sobre el (mal) uso de una noción, ed. Pretextos, Valencia, 2002, 299 pp.
- Las metástasis del Goce. Seis ensayos sobre la mujer y la causalidad, ed. Paidós, Buenos Aires, 2003, 327 pp.
- Contingencia, Hegemonía, Universalidad, ed. Fondo de Cultura Económica, Buenos Aires, 2003, 329 pp.(con Judith Butler y Ernesto Laclau)
- Ideología. Un mapa de la cuestión, ed. Fondo de Cultura Económica, Buenos Aires, 2003, 382 pp. (Compilador)
- Violencia en Acto. Conferencias en Buenos Aires, ed. Paidós, Buenos Aires, 2004, 235 pp.
- A propósito de Lenin. Política y subjetividad en el capitalismo tardío, ed. Atuel/Parusia, Buenos Aires, 2004, 190 pp.
- La Revolución Blanda, ed. Atuel/Parusia, Buenos Aires, 2004, 93 pp.
- Repetir Lenin, ed. Akal (Col. Cuestiones de Antagonismo 29), Madrid, 2004, 157 pp.
- El títere y el enano. El núcleo perverso del cristianismo, ed. Paidós, Buenos Aires, 2005, 235 pp.
- Amor sin piedad. Hacia una política de la verdad, ed. Síntesis, Madrid, 2005, 191 pp.
- La suspensión política de la ética, ed. Fondo de Cultura Económica, Buenos Aires, 2005, 220 pp.
- Arriesgar lo imposible. Conversaciones con Glyn Daly, Editorial Trotta, Madrid, 2005, 168 pp., ISBN 84-8164-821-3.
- Bienvenidos al desierto de lo real, ed. Akal (Col. Cuestiones de Antagonismo 36), Madrid, 2005, 125 pp.
- Visión de Paralaje, Buenos Aires, Fondo de Cultura Económica, 2006, 475 pp. ISBN 978-950-557-674-6
- Órganos sin cuerpo, Valencia, Pre-textos, 2006. 241 páginas.
- Lacrimae Rerum. Ensayos sobre cine moderno y ciberespacio, Debate, Buenos Aires, 2006, 313 pp., ISBN 987-1117-23-X
- En defensa de la intolerancia, Sequitur, Madrid, 2007. ISBN 978-84-95363-30-5
- Cómo leer a Lacan, Paidós, Buenos Aires, 2008. ISBN 978-950-12-6570-5
- Sobre la violencia. Seis reflexiones marginales, Paidós, 2009, 208 pp.
- Terrorismo y comunismo, ed. AKAL, 2009, 320 pp. ISBN 978-84-460-2888-8
- El prójimo. Tres indagaciones sobre teología política, Amorrortu editores, 2010, 256 pp. ISBN 978-950-518-388-3
- Lenin reactivado. Hacia una política de la verdad, ed. AKAL,2010,320 pp. ISBN 978-84-460-2869-7
- En defensa de causas perdidas, Akal, 2011.
- Primero como tragedia, luego como farsa, , 2011.
- Robespierre. Virtud y terror, ed. AKAL,2011,256 pp. ISBN 978-84-460-2833-8
- Filosofía y actualidad. El debate, Amorrortu editores, 2012, 96 pp. ISBN 978-84-610-9042-6 (con Alain Badiou)
- ¡Bienvenidos a tiempos interesantes!, Txalaparta, 2012, 184 pp. ISBN 978-84-15313-15-1
- Acontecimiento, Editorial Sexto Piso, 2014, 181 pp.
- Mis chistes, mi filosofía. Editorial Anagrama, 2015, 176 pp.
- Menos que nada. Hegel y la sombra del materialismo dialéctico, ed. Akal, 2015, 1104 pp. ISBN 978-84-460-4185-6
- Islam y modernidad. Reflexiones blasfemas, ed. Herder,2015,84 pp. ISBN 978-84-254-3468-6
- La nueva lucha de clases. Los refugiados y el terror, ed. Anagrama, 2016 112 pp. ISBN 978-84-339-6401-4
- La permanencia en lo negativo, ed. Ediciones Godot, Buenos Aires, 2016, 392 pp.
- Contra la tentación populista, ed. Ediciones Godot, Buenos Aires, 2018, 112 pp.
- La vigencia de El manifiesto comunista. Nuevos Cuadernos Anagrama. Anagrama. 2018. ISBN 978-84-339-1623-5.[31]
- Pandemia. La covid-19 estremece al mundo. Nuevos Cuadernos Anagrama. Anagrama, 2020.
- Como un ladrón en pleno día: El Poder en la Era de la Poshumanidad. Argumentos. Anagrama. 2021. ISBN 978-84-339-6465-6.
- El sublime objeto de la ideología. Siglo XXI Editores. 2022. ISBN 9788412471687.
- Demasiado tarde para despertar. Anagrama. 2024. ISBN 978-84-339-2423-0.